# Enea Silvio Piccolomini-Rustichini
Enea Silvio Piccolomini-Rustichini (ur. 22 sierpnia 1709 w Sienie, zm. 18 listopada 1768 w Rimini) – włoski kardynał.

## Życiorys
Urodził się 22 sierpnia 1709 roku w Sienie, jako syn Ranieriego Piccolominiego i Camilli Franceschi. Podstawową edukację odebrał w domu, a następnie studiował na Uniwersytecie w Sienie. W 1729 roku wyjechał do Rzymu, gdzie uzyskał wsparcie między innymi kardynała Alvara Cienfuegosa. Wkrótce potem został szambelanem papieskim i referendarzem Najwyższego Trybunału Sygnatury Apostolskiej. Ponadto pełnił inne funkcje w Kurii Rzymskiej – był konsultorem Kongregacji ds. Obrzędów i klerykiem, a następnie dziekanem Kamery Apostolskiej. Ponadto był kanonikiem bazyliki liberiańskiej i wicekamerlingiem Świętego Kościoła Rzymskiego w latach 1761–1766. 26 września 1766 roku został kreowany kardynałem diakonem i otrzymał diakonię Sant’Adriano al Foro. Na początku 1768 roku został mianowany legatem papieskim w Romanii. Zmarł 18 listopada 1768 roku w Rimini.